# 戈壁棕蝠
戈壁棕蝠（学名：Eptesicus gobiensis）也称戈壁北棕蝠，一种分布于阿富汗、印度、巴基斯坦、叙利亚、中亚诸国、俄罗斯及中国西部等地区的蝙蝠，隶属于蝙蝠科棕蝠属。

## 形态特征
戈壁棕蝠前臂长38～42毫米，颅全长16毫米。背毛浅红黄色，毛基深棕色。腹毛浅棕白色。